# Gergely püspök
Gergely († 1360. március 26./április 18.) magyar katolikus főpap.
1343‑1359 között váradi őrkanonok, aki 1359 májusában választott, augusztus 29.‑december 21. között választott és megerősített, 1360. március 26-ától tényleges csanádi püspök. Rendezte elődei díjhátralékait, s a csanádi egyházmegyében oltáralapítványt tett. I. (Nagy) Lajos magyar király követeként közvetített Velence és Genova viszályában.